# LGBT práva v Jihoafrické republice

Duhová mapa JAR

Neoficiální duhová vlajka Jihoafrické republiky

JAR má komplexní a různorodou historii práv LGBT. Právní a sociální postavení leseb, gayů, bisexuálů a transgender osob je ovlivněné kombinací tradiční jihoafrické morálky, kolonialismu a pozůstatků období apartheidu, k jehož konci přispěl stále silnější vliv hnutí za lidská práva. Ústava Jihoafrické republiky přijatá po zrušení apartheidu se stala první na světě, která explicitně postavila mimo zákon diskriminaci jiných sexuálních orientací, a země jako taková je 15. na světě a první v Africe, jenž legalizovala manželství pro osoby stejného pohlaví. Páry stejného pohlaví mají přístup ke společné adopci dětí, jakož i k asistované reprodukci a institutu náhradního mateřství. I přesto se však zdejší LGBT komunita stále setkává s různými obtížemi jako jsou sociální stigmata, homofobní násilí, nápravné znásilňování a zvyšující se počet nakažených virem HIV/AIDS.

## Historie
Pohlavní styk mezi muži byl v Jižní Africe nezákonný podle anglosaského práva jako zločin sodomie a smilstvo proti přírodě podle římsko-holandského práva. Novelizovaná Sekce 20A Zákona proti amorálnosti (1957) zakazovala mužům angažovat se v jakémkoli intimním kontaktu, v němž je přítomno více osob než dvě. V 70. a 80. letech 20. století se začal LGBT aktivismus stále více a více stávat jedním z hlavních témat boje za lidská práva spolu s dalšími skupinami zabývajícími se lobbingem a prosazováním práv sexuálních a jiných menšin. V r. 1994 byl pohlavní styk mezi muži legalizován, mezi ženami nebyl stejně jako v dalších britských koloniích nikdy nezákonný. V tu samou dobu byl legální věk způsobilosti k pohlavnímu styku stanoven na 19 let bez ohledu na pohlaví zúčastněných. V květnu 1996 se JAR stala první zemí na světě, která přijala ústavní ochranu práv LGBT podle Sekce 9 odst. 3 Ústavy Jihoafrické republiky zakazující diskriminaci na základě rasy, pohlaví, sexuální orientace apod. Od 1. ledna 2008 byly oficiálně zcela zrušeny veškeré formy diskriminace, vč. stanovení nového věku způsobilosti k pohlavnímu styku na 16 let a odstranění všech forem nerovného zacházení z hlediska pohlaví v trestních zákonech.

### Období apartheidu
Vláda působící v období apartheidu byla známá svým odmítavým postojem k lidským právům LGBT Jihoafričanů. Homosexualita byla trestným činem s horní sazbou 7 let a často se jí užívalo k šikaně politických aktivistů a kriminalizaci shromažďování gay komunity.
Navzdory represím začalo v Jižní Africe působit koncem 70. let několik LGBT organizací, konkrétně v době vlády Národní strany, která se v r. 1976 zasadila o posílení zákonů proti sodomii. Nicméně až do konce 80. let se organizace často rozdělovaly z rasových důvodů a stále přetrvávající otázky politiky rasové segregace. Gay asociace Jižní Afriky (The Gay Association of South Africa – GASA) založená v distriktu Hillbrow v centru Johannesburgu byla organizací složenou převážně z členů bílé pleti, čímž jí šlo považovat za oficiálně podporující politiku apartheidu, zatímco Rand Gay Organization známá svojí rasovou různorodostí byla otevřeně v opozici proti tomuto systému. V r. 1987 podpořila GASA v rámci generálních voleb kandidaturu Leona de Beera za Národní stranu do vedení distriktu Hillbrow. Politická kampaň se stala také předmětem odporu ze strany LGBT akvitistů, kteří se chtěli připojit k ANC a svůj boj za LGBT práva sloučit s odporem proti rasové segregaci. V důsledku kampaně byla GASA rozpuštěná a na její místo nastoupila nová organizace Lesby a gayové proti útlaku (Organization of Lesbians and Gays Against Oppression – OLGA) s hlavním místem působení v Kapském Městě.
V letech 1960–1980 byli gayové a lesby působící v Jihoafrických obranných silách nuceni podstupovat různé léčebné kúry za účelem změny sexuální orientace, včetně operativních změn pohlaví. Léčení jihoafrických homosexuálních vojáků bylo zdokumentováno ve filmu z r. 2003 Ve vlastnictví státu.
Konzervativní společenské postoje jsou patrné jak z řad bílé, tak i černé populace – tedy tradičně odmítavé k homosexualitě. Tyto trendy jsou také důvodem stále přetrvávajícího negativního klimatu ve společnosti i v post-apartheidním období.
Epidemie HIV/AIDS je v JAR do určité míry také důvodem, proč LGBT Jihoafričané v případě nákazy často čelí potížím se zajištěním dostatečného přístupu ke kvalitní léčbě a s ní souvisejícím bojem proti infekci.

### Post-apartheidní období

Lesbická svatba v Langebaan, 2007

V r. 1993 se Africký národní kongres snažil začlenit legalizaci stejnopohlavního manželství do Listiny práv a zákaz diskriminace jiných sexuálních orientací do prozatímní ústavy. Tato ustanovení byla přenesená i do nové ústavy přijaté v r. 1996 z důvodu stále více rostoucího vlivu LGBT Jihoafričanů a podpory Afrického národního kongresu. Díky tomuto se JAR stala první zemí na světě, jejíž ústavní právo explicitně zakazuje diskriminaci jiných sexuálních orientací. O dva roky později rozhodl Ústavní soud Jihoafrické republiky ve prospěch Národní koalice za rovnost gayů a leseb (National Coalition for Gay and Lesbian Equality) v soudní při s ministrem spravedlnosti – tedy že zákon kriminalizující konsensuální soulož mezi dospělými v soukromí odporuje ústavnímu pořádku.
V r. 1998 byl parlamentem přijat Zákon o spravedlnosti v práci. Ten garantuje Jihoafričanům jiné sexuální orientace ochranu před diskriminací na pracovišti, a to ve všech sférách pracovněprávních vztahů. V r. 2000 byla podobná ochrana rozšířená také na půdu veřejných služeb a ubytování po nabytí účinnosti Zákona o podpoře rovnosti a prevence nespravedlivého zacházení.
V prosinci 2005 rozhodl Ústavní soud, že je neústavní znemožňovat párům stejného pohlaví uzavřít sňatek, když to samé je umožněno párům různého pohlaví, a dal parlamentu jeden rok na to, aby tuto chybu napravil, a přijal vyhovující legislativu. V listopadu 2006 hlasoval parlament v poměru hlasů 230:41 pro přijetí zákona umožňujícího párům stejného pohlaví uzavřít občanský sňatek, jakož i registrované partnerství pro nesezdané různopohlavní a stejnopohlavní páry. I přesto se však vyskytují případy veřejných činitelů a klerikálů odmítajících oddávat páry stejného pohlaví. Ne všichni členové ANC hlasovali pro přijetí nového zákona. Tehdejší prezident Jacob Zuma byl nejvíc znám svým odporem proti novému zákonu se slovy: "Když jsem vyrůstal, Zulu (tímto termínem popsal homosexuála) přede mnou nikdy nestál. Kdyby ano, vykopl bych ho."

## Občanská práva
Ochrana LGBT práv v Jihoafrické republice je garantována Sekcí 9 Ústavy Jihoafrické republiky, která explicitně zakazuje diskriminaci na základě pohlaví, genderové identity nebo sexuální orientace a je platná jak pro veřejný, tak i pro soukromý sektor. Ústavní soud ustanovil, že sekce musí být aplikována i na zákaz diskriminace translidí. Tato ústavní opatření jsou nadále posilována z intervence Ústavního soudu a legislativního procesu zdejších zákonodárců.
V r. 2012 založil Kongres tradičních vůdců Jižní Afriky (Contralesa) petici za odstranění LGBT práv z Ústavy. Skupina předložila návrh o novelizaci Sekce 9 k Ústavní komisi při Národním shromáždění. V té době v komisi zasedal člen parlamentu Sango Patekile, který rovněž zastává funkci prezidenta Contralesy. Parlamentní výbor s vládnoucí většinou Afrického národního kongresu tento návrh zamítnul.

### Legalita stejnopohlavního sexuálního styku
4. srpna 1997 rozhodl Nejvyšší soud Jihoafrické republiky v kauze S vs. Kampher v Kapské provinciální divizi ve prospěch žalujícího, a sice že zákon proti sodomii přijatý z anglosaského právního řádu je nekompatibilní s ústavou garantovaným právem na rovné zacházení a soukromí a to s retroaktivitou od přijetí Prozatímní Ústavy Jihoafrické republiky účinné od 24. dubna 1994. Každopádně tento rozsudek se týkal pouze trestného činu sodomie a ne dalších zákonů kriminalizujících soulož mezi muži, navíc se jednalo pouze o precedent platný pro oblast jurisdikce Kapského soudu. 8. května 1998 rozhodl Nejvyšší soud v kauze Národní koalice pro gay a lesbickou rovnost vs. ministr spravedlnosti v divizi Witwatersrand rozhodl, že zákony proti sodomii přijaté z anglosaského práva, jakož i činnost "komise pro záležitosti smilstva proti přírodě" a Sekce 20 odst. a) Zákona proti zločinům v sexuální oblasti jsou neústavní. Ústavní soud toto stanovisko potvrdil 9. října téhož roku. Rozhodnutí bylo aplikované s retroaktivitou pro pohlavní styky vykonané po přijetí Prozatímní ústavy 27. dubna 1994.
Navzdory dekriminalizaci pohlavního styku mezi muži byl legální věk způsobilosti k pohlavnímu styku v souladu se Zákonem proti zločinům v sexuální oblasti stanoven na 19 let pro homosexuální styky, ale na 16 let pro heterosexuální styky. Toto diskriminační ustanovení bylo odstraněno v rámci novelizace trestního zákoníku r. 2007, která z něj odstranila veškeré zmínky o pohlaví zúčastněných a sjednotila věk způsobilosti pro obě orientace na 16 let.
V r. 2008 vyšlo najevo, že i přes účinnost nového zákona, je i nadále starého diskriminačního zákona využíváno v kauzách předcházejícím novelizaci. Proto bylo ihned na to rozhodnuto, že se například v kauze Geldenhuys vs. Národní ředitelství státního zastupitelství bude uplatňovat retroaktivita od 27. dubna 1994.

### Anti-diskriminační zákony
Ústava zakazuje veškeré nerovné zacházení na základě pohlaví, sexuální orientace nebo genderové identity, spáchané ve veřejné i soukromé sféře. V r. 2000 přijal parlament zákon na podporu prevence nerovného zacházení, který v souladu s ústavními zákony zakládá speciální rovnostářské soudy pro záležitosti diskriminace v soukromé sféře. Zákon o rovnosti v zaměstnání z r. 1998 a Zákon o nájmu s retroaktivitou přímo zakazují diskriminaci v pracovněprávních vztazích a bydlení.
PEPUDA rovněž zakazuje projevy nenávisti a harašment páchané z motivu rasy, pohlaví, sexuální orientace, genderové identity apod. Jižní Afrika nemá žádné zákony požadující vysoké pokuty za zločiny z nenávisti, nicméně motiv homofobie v trestněprávní oblasti je chápán jako přitěžující okolnost.
Muži mající sex s muži smějí darovat krev, nicméně za podmínky že ve zkušební lhůtě 6 měsíců nebudou provozovat pohlavní styk s více partnery jakéhokoliv pohlaví.

### Národní intervenční strategie pro LGBTI sektor
V srpnu 2011 založilo Ministerstvo spravedlnosti National Task Team (NTT) za účelem statistiky zločinů z nenávisti proti LGBT osobám. V dubnu 2014 spustil ministr spravedlnosti Jeff Radebe Národní intervenční strategii pro LGBTI sektor při NTT za účelem statistiky sexuálního a jiného násilí proti osobám jiného pohlaví nebo členům LGBTI komunity. NTT věnoval velkou pozornost nevyšetřeným případům, přičemž z důvodu vysoké odezvy reagoval spuštěním informačního letáku za účelem šíření otázek a odpovědí na téma LGBTI osob. Radebe stanovil, že Ministerstvo musí těmto záležitost věnovat náležitou a specifickou pozornost, aby bylo schopné postupem času spustit veřejnou debatu.

### Právní uznání stejnopohlavních svazků
1. prosince 2005 rozhodl Ústavní soud v kauze Ministr vnitra vs. Fourie, že je neústavní znemožňovat párům stejného pohlaví vstup do manželství, a dal parlamentu jeden rok na to, aby toto právní vadu napravil. 30. listopadu 2006 nabyl účinnosti nový Zákon o registrovaném partnerství a navzdory faktu, že ve svém názvu nepoužívá termínu manželství, umožňuje párům stejného i různého pohlaví uzavírat sňatek s tím, že oni sami se rozhodnou, zda jej nazvou manželstvím či registrovaném partnerstvím. Paradoxně i přes možnost volby názvu právního institutu soužití povoluje Zákon o manželství sňatek pouze osobám různého pohlaví.
Ještě před legalizací stejnopohlavního manželství soudy uznávaly trvalé soužití osob stejného pohlaví v různých záležitostech, nicméně nedávaly jim možnost svůj svazek úředně registrovat. Jednalo se o záležitosti daňové, vyživovací povinnosti, imigračních benefitů, zaměstnání a pozůstalostních důchodů, společné adopce, rodičovských práv k dětem pořízeným prostřednictvím asistované reprodukce a dědické.

### Rodičovství a adopce
Z několika soudních rozhodnutí je patrné, že sexuální orientace rodičů není žádným klíčovým faktorem, který by je omezoval ve výkonu rodičovské zodpovědnosti. V r. 2002 rozhodl Ústavní soud v kauze Du Toit vs. Ministr práce a sociálních věcí ve prospěch žalujícícho a dal partnerům stejného pohlaví stejná adopční práva jako mají heterosexuální manželé, včetně možnosti společné adopce i přisvojení dítěte partnera. Adopční zákon posléze nahradil nový Zákon o sociálně-právní ochraně dětí (2005), který garantuje manželům a partnerům žijícím ve společné domácnosti právo na adopci dětí bez ohledu na sexuální orientaci.
V r. 1997 došlo k změně v oblasti asistované reprodukce, která bylo do té doby přístupná pouze vdaným ženám, a sice tak že se zpřístupnila i svobodným ženám a lesbickým párům. V r. 2003 rozhodl Ústavní soud v kauze J vs. Ředitelství státního zastupitelství a Ministerstvo vnitra tak, že lesbická partnerka matky by měla mít právo být zapsána v rodném listě dítěte jako jeho druhý rodič.

### Vojenská služba
LGBT vojákům je umožněno otevřeně působit v Jihoafrických obranných silách. V r. 1996 přijala vláda oficiální dokument Bílý list národní obrany, ve kterém se jasně stanovuje, že: "V souladu s ústavním pořádkem země se zakazuje Jihoafrickým obranným silám diskriminovat své členy z důvodu jejich odlišné sexuální orientace". V r. 199. přijalo Ministerstvo obrany plán Politika rovných příležitostí a afirmativních akcí, který zakazuje, aby se armáda zabývala sexuální orientace svých členů, jakož i jejich vzájemnými intimnostmi. In 2002 the SANDF extended spousal medical and pension benefits to "partners in a permanent life-partnership".

### Zákony o změně pohlaví
Zákon o alternativní medicíně a o úřední změně pohlaví (2003) umožňuje osobám, které žijí v nespokojenosti se svým anatomickým pohlavím úředně změnit své pohlaví výdajem nového občanského průkazu i cestovního pasu a dalších identifikačních dokumentů. Zákon jim však ukládá povinnost podstoupit minimálně hormonální změnu pohlaví, jíž může, ale nemusí nadcházet i chirurgická změna.

## Životní podmínky

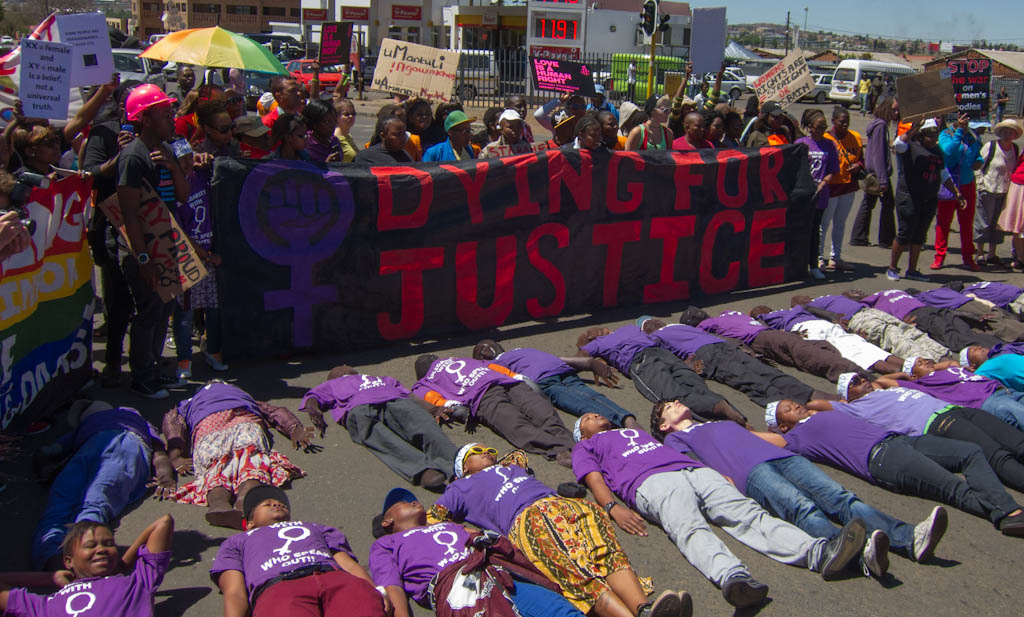
Účastníci pochodu Soweto Pride 2012 protestující proti násilí vůči lesbám s transparenty "Život za spravedlnost" a tričky s nápisem "Solidarita s ženami, které promluvily."

I přes ústavní a zákonnou ochranu, která číní JAR de jure zemí s vysokou životní úrovní LGBT menšiny, je zde akceptace ze strany společnosti všeobecně nízká, zejména ve venkovských oblastech východní části země. Výzkum z r. 2008 shledal, že 84 % Jihoafričanů považuje homosexuální chování za vždycky problematické v porovnání s 8 %, která jej nepovažují za problematické, ale pouze za určitých okolností. V r. 2013 61 % respondentů odpovědělo, že by společnost neměla homosexualitu akceptovat.
V r. 1998 předseda Národní strany popřel veškerá obvinění, že měl platit mužům za sex, s tím že se narodil jako Boerseun (farmářův syn), a že homosexualita by byla neslučitelná s jeho afrikánským původem. Jihoafrické LGBT organizace tehdy požadovali jeho omluvu.
V JAR bylo zaznamenáno několik případů násilí, vražd a znásilnění lesbických žen. Důvod je často přičítán pocitu tradiční mužské autority ze strany pachatelů. Země nemá žádnou specifickou legislativu zabývající se zločiny z nenávisti a zdejší lidskoprávní organizace často kritizují policii za laxní přístup k vyšetřování trestných činů motivovaných předsudky. Tomuto fenoménu věnuje pozornost zejména nevládní organizace ActionAid dlouhodobě kritizující zdejší vládu a úřady z přehlížení problematiky vražd leseb z motivu jejich odlišné sexuální orientace, nápravného znásilňování, k němuž často dochází i ve školních kolektivech, a v rámci něhož se mužští násilníci snaží vyléčit dotyčné ženy z homosexuality.

## Životní úroveň
| Legální stejnopohlavní styk                                                                 | (Od r. 1998 s retroaktivitou od r. 1994) |
| Stejný věk legální způsobilosti k pohlavnímu styku pro obě orientace                        | (Od r. 2007 s retroaktivitou od r. 1994) |
| Anti-diskriminační zákony v zaměstnání                                                      | (1995)                                   |
| Anti-diskriminační zákony v přístupu ke zboží a službám                                     | (1997)                                   |
| Anti-diskriminační zákony v ostatních oblastech (homofobní urážky, zločiny z nenávisti)     | (1997)                                   |
| Stejnopohlavní manželství                                                                   | (2006)                                   |
| Neregistrované soužití                                                                      | (1999)                                   |
| Registrované partnerství                                                                    | (2006)                                   |
| Plná adopční práva, vč. možnosti společného osvojení i osvojení dítěte partnera             | (2002)                                   |
| Gayové a lesby smějí otevřeně sloužit v armádě                                              | (1998)                                   |
| Možnost změny pohlaví                                                                       | (2003)                                   |
| Rovný přístup k asistované reprodukci a náhradnímu mateřství pro všechny páry i jednotlivce | (2003)                                   |
| MSM smějí darovat krev                                                                      | (2014)                                   |